# Raionul Donețk, Donețk
Donețk (în ucraineană Донецький район, transliterat: Donețkîi raion) este un raion în regiunea Donețk, Ucraina. Are reședința la Donețk.
Are o suprafață de 2.895,1 km². Populația este de 1.503.400 locuitori, determinată în 2020.